# Championnats d'Afrique de lutte 2017
Navigation
Alexandrie 2016 Port Harcourt 2018
Les Championnats d'Afrique de lutte 2017 se déroulent du 26 au 30 avril 2017 à Marrakech, au Maroc.

## Podiums

### Hommes

#### Lutte libre
| Catégories | Or                    | Argent                     | Bronze                         |
| ---------- | --------------------- | -------------------------- | ------------------------------ |
| 57 kg      | Chakir Ansari         | Abdelhak Kherbache         | Mahmoud Hafiz Ibrahim          |
| 61 kg      | Adama Diatta          | Ahmed Hassan Ahmed Mohamed | Mbunde Cumba Mbali             |
| 61 kg      | Adama Diatta          | Ahmed Hassan Ahmed Mohamed | Othmane El Bahja               |
| 65 kg      | Kaireddine Ben Telili | Jean Bernard Diatta        | Bopamba Ngoy                   |
| 65 kg      | Kaireddine Ben Telili | Jean Bernard Diatta        | Ibrahim Abdelhamid Ibrahim Aly |
| 70 kg      | Ogbonna John          | Maher Ghanami              | Amr Isam Ramadan               |
| 70 kg      | Ogbonna John          | Maher Ghanami              | Mohamed Boudraa                |
| 74 kg      | Sami Hamdi Amine      | Ali Ayari                  | Mohamed Boudina                |
| 74 kg      | Sami Hamdi Amine      | Ali Ayari                  | Kayis Mupomba                  |
| 86 kg      | Mohamed Saadaoui      | Cheikh Tidiane Niang       | Hein Janse van Rensburg        |
| 86 kg      | Mohamed Saadaoui      | Cheikh Tidiane Niang       | Gamri Albagir                  |
| 97 kg      | Soso Tamarau          | Martin Erasmus             | Imed Kaddidi                   |
| 97 kg      | Soso Tamarau          | Martin Erasmus             | Cédric Tchouga Nyamsi          |
| 125 kg     | Diaaeldin Kamal       | Thiaka Faye                | Adama Tangara                  |

#### Lutte gréco-romaine
| Catégories | Or                         | Argent                  | Bronze                   |
| ---------- | -------------------------- | ----------------------- | ------------------------ |
| 59 kg      | Anwar Tango                | Ngeta Ibamda            | Abdennour Laouni         |
| 66 kg      | Mohamed Abouhalima         | Tarek Benaissa          | Bilal El Bahja           |
| 66 kg      | Mohamed Abouhalima         | Tarek Benaissa          | Fahmi Meddeb             |
| 71 kg      | Ibrahim Ghanem             | Akrem Boudjemline       | Aziz Boualem             |
| 75 kg      | Zied Ait Ouagram           | Mohamed Ibrahim Elsayed | Kayis Mupomba            |
| 80 kg      | Bachir Sid Azara           | Mahmoud Fawzy           | Tochukwu Okeke           |
| 85 kg      | Mohamed Mostafa Metwaly    | Adem Boudjemline        | Mohamed Skander Missaoui |
| 98 kg      | Ahmed Mohamed Ibrahim Saad | Hamza Haloui            | Amine Guennichi          |
| 130 kg     | Mohamed Ahmed Abdellatif   | Radhouane Chebbi        | Gagan Mabuba             |

### Femmes

#### Lutte féminine
| Catégories | Or                  | Argent                 | Bronze                  |
| ---------- | ------------------- | ---------------------- | ----------------------- |
| 48 kg      | Mercy Genesis       | Sara Hamdi             | Kheira Chaimaa Yahiaoui |
| 53 kg      | Maroi Mezien        | Bose Samuel            | Hanene Salaouandji      |
| 55 kg      | Odunayo Adekuoroye  | Joseph Essombe         | Rim Ayari               |
| 58 kg      | Aminat Adeniyi      | Gertrude Prombove      | Dorsaf Gharsi           |
| 60 kg      | Marwa Amri          | Bisola Makanjuola      | Amina Benabderrahmane   |
| 63 kg      | Blessing Oborududu  | Berthe Etane Ngolle    | Lilia Mejri             |
| 69 kg      | Dressman Kemasuodei | Blandine Metala Epanga | Houria Boukrif          |
| 69 kg      | Dressman Kemasuodei | Blandine Metala Epanga | Anta Sambou             |
| 75 kg      | Winnie Gofit        | Danielle Sino Guemde   | Wiem Trabelsi           |

## Tableau des médailles
| Rang  | Nation                           | Or | Argent | Bronze | Total |
| ----- | -------------------------------- | -- | ------ | ------ | ----- |
| 1     | Nigeria                          | 8  | 2      | 1      | 11    |
| 2     | Égypte                           | 7  | 3      | 3      | 13    |
| 3     | Tunisie                          | 4  | 4      | 8      | 16    |
| 4     | Maroc                            | 3  | 0      | 3      | 6     |
| 5     | Algérie                          | 1  | 5      | 7      | 13    |
| 6     | Sénégal                          | 1  | 3      | 1      | 5     |
| 7     | Cameroun                         | 0  | 5      | 1      | 6     |
| 8     | République démocratique du Congo | 0  | 1      | 3      | 4     |
| 9     | Afrique du Sud                   | 0  | 1      | 1      | 2     |
| 10    | Guinée-Bissau                    | 0  | 0      | 1      | 1     |
| 10    | Soudan                           | 0  | 0      | 1      | 1     |
| Total | Total                            | 24 | 24     | 30     | 78    |